# Уминьска, Станислава

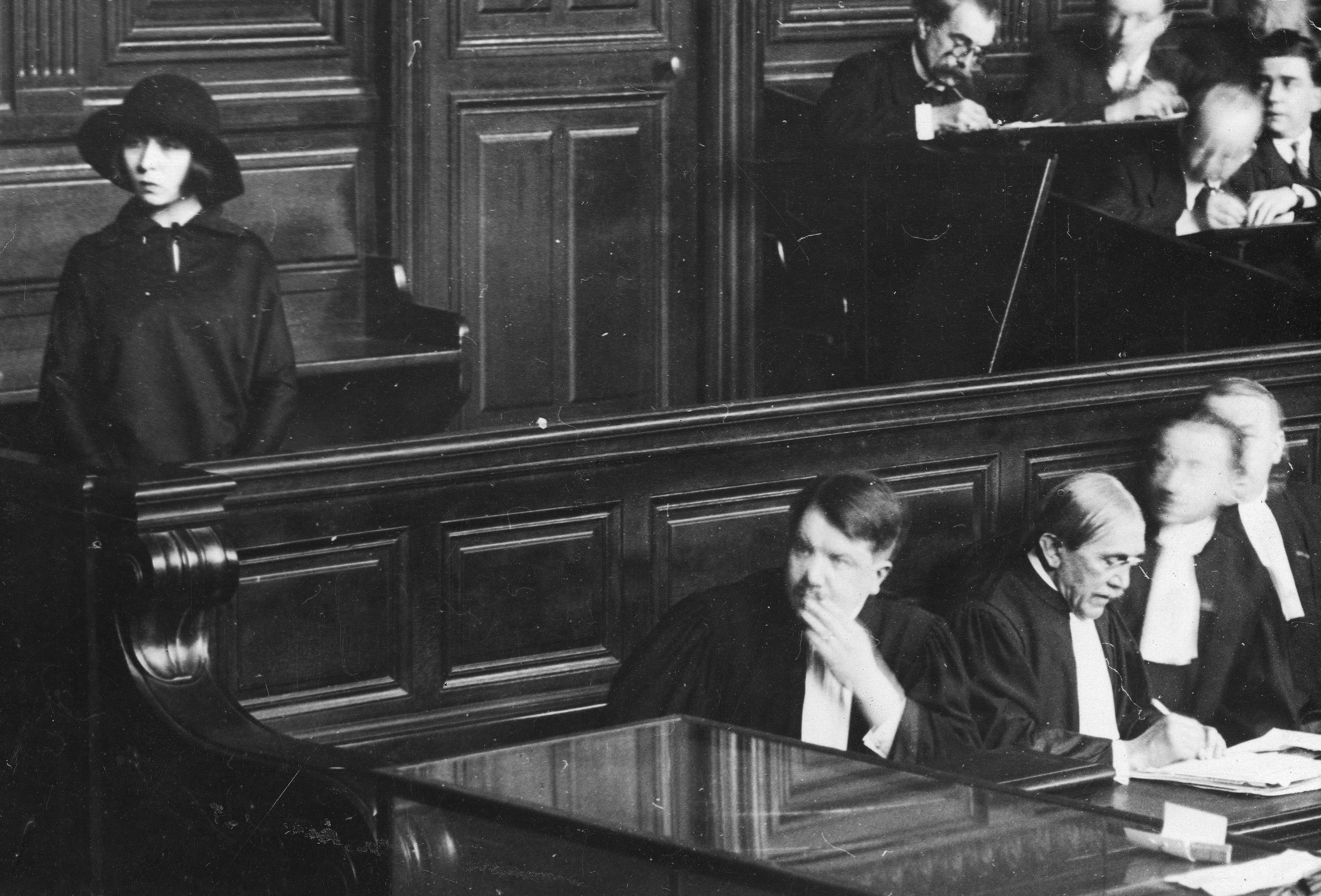
Ст. Уминьска в зале суда. Париж. 1925

Станислава Уминьска (пол. Stanisława Umińska; 17 ноября 1901, Варшава, Царство Польское, Российская империя — 25 декабря 1977, Негув, Вышкувский повет Мазовецкое воеводство) — польская актриса
 театра и кино.

## Биография
В 1917—1919 годах училась на Вокально-драматических курсах. Дебютировала на сцене летом 1919 г. Выступала в Польском театре Варшавы. Была отмечена премией Министерства искусства и культуры Польши, рецензенты хвалили её игру, называя её «представительницей новых направлений в искусстве».
В начале 1920-х годов считалась одной из восходящих «звезд» польского театра.
В парижской больнице 15 июля 1924 года совершила акт эвтаназии — застрелила по просьбе своего жениха Яна Жизновского, художника, писателя и критика, умиравшего от рака печени. Была арестована, но 7 февраля 1925 года — оправдана французским судом.
Вернувшись в Польшу, ушла из театра и начала работать в больницах. Вступила в Орден бенедиктинских сестер-самаритянок, взяла религиозное имя Бенигна. В 1936 году дала вечный обет безбрачия. В 1942 г. стала руководить приютом для неблагополучных девочек под Варшавой. В последние годы своей жизни жила недалеко от Негува, в доме сестер самаритянок для детей-инвалидов.